# Sid-Ahmed Benamara
Sid-Ahmed Benamara (ur. 9 lipca 1973 w Oranie) – algierski piłkarz grający na pozycji pomocnika.

## Kariera klubowa
Swoją karierę piłkarską Benamara rozpoczął w klubie ASM Oran. W 1992 roku zadebiutował w jego barwach w pierwszej lidze algierskiej. W 1995 roku odszedł do MC Oran. W sezonie 1995/1996 zdobył z nim Puchar Algierii i Puchar Ligi Algierskiej. Z kolei w latach 1997 i 1998 wygrał z nim rozgrywki Arabskiego Pucharu Zdobywców Pucharów.
W latach 1999–2003 Benamara grał w JSM Bejaïa. W sezonie 2003/2004 występował w ASM Oran, w latach 2004-2007 - w JSM Bejaïa, a w sezonie 2007/2008 - w ASM Oran. W 2008 roku przeszedł do ES Mostaganem.

## Kariera reprezentacyjna
W reprezentacji Algierii zadebiutował w 1996 roku. W 1998 roku został powołany do kadry na Puchar Narodów Afryki 1998. Na nim rozegrał dwa mecze: z Gwineą (0:1) i z Burkina Faso (1:2). Od 1996 do 1998 roku wystąpił w 15 meczach kadry narodowej i zdobył 1 gola.